# Jérémy Guillemenot
Jérémy Guillemenot (6 januari 1998) is een Zwitsers voetballer die bij voorkeur als aanvaller speelt. Hij tekende in 2018 bij Rapid Wien.

## Clubcarrière
Guillemenot is afkomstig uit de jeugd van Servette FC. Op 22 mei 2015 debuteerde hij in de Zwitserse Challenge League,
tegen FC Schaffhausen. In totaal speelde de aanvaller 25 competitieduels voor Servette. In juli 2016 trok hij naar FC Barcelona, waar hij zich aansloot bij het tweede elftal. Op 11 september 2016 debuteerde Guillemenot voor Barcelona B, in de Segunda División B tegen CD Alcoyano. Hij maakte meteen zijn eerste competitietreffer.

## Clubstatistieken
| Seizoen | Club           | Land        | Competitie         | Wed. | Doelp. |
| ------- | -------------- | ----------- | ------------------ | ---- | ------ |
| 2014/15 | Servette FC    | Zwitserland | Challenge League   | 3    | 0      |
| 2015/16 | Servette FC    | Zwitserland | Promotion League   | 22   | 6      |
| 2016/17 | FC Barcelona B | Spanje      | Segunda División B | 2    | 1      |
| 2017/18 | → CE Sabadell  | Spanje      | Segunda División B | 23   | 1      |
| 2018/19 | Rapid Wien     | Oostenrijk  | Bundesliga         | 3    | 0      |
| Totaal  | Totaal         | Totaal      | Totaal             | 53   | 8      |

## Interlandcarrière
Guillemenot kwam reeds uit voor diverse Zwitserse nationale jeugdelftallen. In 2015 debuteerde hij in Zwitserland –19.